# Transformada de Mellin
En matemática, la transformada de Mellin es una transformada integral que puede ser considerada como una versión multiplicativa de la transformada bilateral de Laplace. Esta transformada integral está íntimamente relacionada con la teoría de las series de Dirichlet, y es usada habitualmente en teoría de números y la teoría de series asintóticas; también está fuertemente relacionada con la transformada de Laplace, la transformada de Fourier y la teoría de la función gamma, y forma parte de las funciones especiales.
La transformada de Mellin de una función f está definida como:

{\displaystyle \left\{{\mathcal {M}}f\right\}(s)=\varphi (s)=\int _{0}^{\infty }x^{s-1}f(x)dx.}

y su transformada inversa:

{\displaystyle \left\{{\mathcal {M}}^{-1}\varphi \right\}(x)=f(x)={\frac {1}{2\pi i}}\int _{c-i\infty }^{c+i\infty }x^{-s}\varphi (s)\,ds.}

La notación anterior implica que la integral debe calcularse como una integral de línea tomada sobre una línea vertical en el plano complejo. Las condiciones en las cuales es posible esta inversión están recogidas en el teorema de inversión de Mellin.
La transformada es llamada así en honor al matemático finés Hjalmar Mellin.

## Relación con otras transformadas
La transformada de Laplace bilateral puede ser definida en términos de la transformada de Mellin mediante
{\displaystyle \left\{{\mathcal {B}}f\right\}(s)=\left\{{\mathcal {M}}f(-\ln x)\right\}(s)}
e inversamente, se puede obtener la transformada de Mellin de la transformada bilateral de Laplace por medio de
{\displaystyle \left\{{\mathcal {M}}f\right\}(s)=\left\{{\mathcal {B}}f(e^{-x})\right\}(s).}
La transformada de Mellin puede ser pensada como una integración usando un kernel xs con respecto de la Medida de Haar multiplicativa, 
{\displaystyle {\frac {dx}{x}}}, que es invariante sobre la dilación {\displaystyle x\mapsto ax}, tal que
{\displaystyle {\frac {d(ax)}{ax}}={\frac {dx}{x}}}; la transformada bilateral de Laplace se integra con respecto de la medida de Haar aditiva {\displaystyle dx}, que es una traslación invariante, así {\displaystyle d(x+a)=dx}.
También se puede definir la transformada de Fourier en términos de la transformada de Mellin y viceversa; tomando la transformada bilateral de Laplace, definida arriba, entonces
{\displaystyle \left\{{\mathcal {F}}f\right\}(s)=\left\{{\mathcal {B}}f\right\}(is)=\left\{{\mathcal {M}}f(-\ln x)\right\}(is).}
De la misma manera, se puede hacer el proceso a la inversa y obtener
{\displaystyle \left\{{\mathcal {M}}f\right\}(s)=\left\{{\mathcal {B}}f(e^{-x})\right\}(s)=\left\{{\mathcal {F}}f(e^{-x})\right\}(-is).}
La transformada de Mellin también conecta las series de Newton o transformada binomial junto con la función generadora de Poisson, por medio de la Nörlund–Rice integral.

## Ejemplos

### Integral de Cahen-Mellin
Para {\displaystyle c>0}, {\displaystyle \Re (y)>0} e {\displaystyle y^{-s}} sobre la rama principal, se tiene que
{\displaystyle e^{-y}={\frac {1}{2\pi i}}\int _{c-i\infty }^{c+i\infty }\Gamma (s)y^{-s}\;ds}
donde {\displaystyle \Gamma (s)} es la función gamma. Esta integral es conocida como la integral de Cahen-Mellin.

### Teoría de números
Una aplicación importante en teoría de números incluye la función simple {\displaystyle f(x)={\begin{cases}0&x<1,\\x^{a}&x>1,\end{cases}},}
para la cual
{\displaystyle {\mathcal {M}}f(s)={\frac {1}{s+a}}.}